# Mangaseja
Mangaseja (russisch Мангазе́я) war eine Stadt und Handelskolonie im Nordwesten Sibiriens, die zur Frühzeit der russischen Besiedlung Sibiriens im 17. Jahrhundert bestand. Sie befand sich etwas nördlich des Polarkreises am Fluss Tas, der zwischen Ob und Jenissei in das Nordpolarmeer mündet.

## Geschichte
Russische Siedler von der Küste des Weißen Meers, auch bekannt als Pomoren, gründeten Mangaseja im Jahr 1601, nachdem sie das Gebiet im Jahr zuvor erstmals erreicht hatten. Sie handelten über den nördlichen Seeweg via Archangelsk mit norwegischen, dänischen und englischen Kaufleuten. Der Handelsweg führte von Archangelsk sowie Pustosersk entlang der Küste des Weißen Meeres, der Barentssee und der Karasee bis in die Baidaratabucht. Von dort wurde die Jamal-Halbinsel auf den Flüssen Mutnaja („Trüber Fluss“, heutiger Name Juribei) und Seljonaja („Grüner Fluss“) überquert, dann der Obbusen gekreuzt und der Tasbusen aufwärts verfolgt. Etwa 200 Kilometer flussaufwärts am rechten Ufer des dort etwa einen Kilometer breiten Tas lag Mangaseja. Ein anderer, beschwerlicherer und zeitaufwändigerer, aber ganzjährig passierbarer Weg führte über den nördlichen Ural nach Werchoturje, weiter in das 1593 gegründete Berjosow am Ob und von dort den Strom abwärts. Von Mangaseja aus konnte auf dem Landweg und kleineren rechten Tas-Nebenflüssen der Fluss Turuchan erreicht werden, auf dem der Handelsweg abwärts zum Jenissei verlief. In Mangaseja wurden mit den Ureinwohnern des Gebietes, den „Samojeden“ und „Tungusen“, gehandelt; es wurden Pelze und Walrossbein aus Sibirien gesammelt, um während des kurzen nordischen Sommers nach Skandinavien und Westeuropa verschifft zu werden. In der Stadt mit mehr als 500 Gebäuden fand in jedem Juni eine Pelzmesse für mehr als 2000 Händler statt.
Nach wenigen Jahren der Blüte wurde die nördliche Handelsroute zugunsten der Landroute über Werchoturje im Jahr 1619 unter Androhung der Todesstrafe aus zwei Gründen verboten: einerseits hatte der russische Staat wenig Möglichkeiten, auf ihr Zölle und Steuern zu erheben, andererseits wollte man das befürchtete Vordringen von Engländern und anderen Ausländern nach Sibirien verhindern. Diese Befürchtung war nicht grundlos, wie Pläne des englischen Königs Jakob I. belegen.
Der weiterhin mögliche Land- und Flussweg in das nördliche Mangaseja war gegenüber dem Weg durch das südliche Westsibirien weitaus risikoreicher und teurer und er wurde somit unprofitabel. Die Stadt existierte noch mehr als ein halbes Jahrhundert, erlebte aber einen schnellen Niedergang. 1642 kam es zu einem Großbrand, bei dem unter anderem das Stadtarchiv vernichtet wurde. Nach einem weiteren verheerenden Großbrand 1662 im Zusammenhang mit Streitigkeiten unter den russischen Siedlern und einem Angriff der damals „Juraken“ genannten westsibirischen Nenzen siedelte der größte Teil der verbliebenen Einwohner in das etwa 250 Kilometer Luftlinie südöstlich an der Mündung des Turuchan in den Jenissei gelegene Nowaja Mangaseja („Neu-Mangaseja“) über. Dieses wurde 1780 als Turuchansk Verwaltungszentrum eines Okrugs, erlebte jedoch nach dem Verlust seiner Verwaltungsfunktionen ab etwa 1825 ebenfalls einen Niedergang und heißt heute Staroturuchansk (die heutige Siedlung Turuchansk entstand im 20. Jahrhundert 20 Kilometer entfernt an jenseitigen, rechten Jenissei-Ufer). Bis gegen Ende des 17. Jahrhunderts wurde „Alt-Mangaseja“ völlig aufgegeben.

### „Wiederentdeckung“
Die nördliche Seeroute der Pomoren nach Mangaseja geriet bis ins 20. Jahrhundert in Vergessenheit, die Lage von Mangaseja war jedoch nie völlig unbekannt. In dem entlegenen Gebiet wurden aber lange Zeit keine archäologischen Arbeiten durchgeführt. 1929 wurde eine an Stelle des alten Mangaseja errichtete, Basilius (Wassili) von Mangaseja geweihte hölzerne Kapelle in das 1863 gegründete Dorf Sidorowsk umgesetzt (im äußersten Norden des heutigen Rajons Krasnoselkup des Autonomen Kreises der Jamal-Nenzen, 2006 offiziell aufgegeben). 1946 weilte der Archäologe W. Tschernezow an der Stätte, konnte aber wegen der vorhandenen Schneedecke keine Grabungen durchführen.
Die öffentliche Aufmerksamkeit wurde im Sommer 1967 auf Mangaseja gelenkt, als der Journalist Michail Skorochodow gemeinsam mit dem pomorischen Jäger und Fischer Dmitri Butorin mit dem kleinen Fischerboot Schtschelja von Archangelsk aus der alten Seeroute nach Mangaseja und weiter nach Dikson an der Jenissei-Mündung über 4000 Kilometer folgte. In den folgenden Sommern bis 1970 und erneut in den 1970er Jahren führten Leningrader Wissenschaftler unter Michail Below Ausgrabungen durch, in deren Verlauf Reste des Ostrogs mit drei Türmen, des Hafens, des großen Handelshofs (russisch Гостиный двор/Gostiny dwor), mehrerer Kirchen, des Woiwodenpalastes, von Lagerhäusern und Werkstätten, darunter einer Kupfergießerei, sowie einer Vielzahl von Wohngebäuden des alten Mangaseja gefunden wurden.

### Basilius von Mangaseja

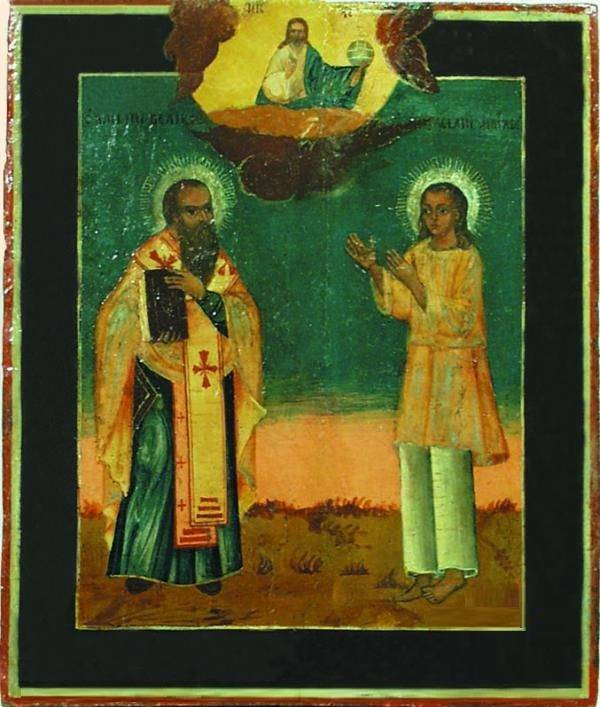
Basilius der Große und Basilius von Mangaseja (Ikone aus dem 19. Jahrhundert)

Im Zusammenhang mit Mangaseja steht ein Heiliger der Russisch-Orthodoxen Kirche, Basilius von Mangaseja (russisch Wassili Mangaseiski). Der um 1588 geborene Sohn eines Kaufmanns aus Jaroslawl begleitete einen anderen Kaufmann nach Mangaseja. Als dessen Laden ausgeraubt wurde, beschuldigte der Kaufmann Wassili der Mittäterschaft. Im Verlaufe der Verhöre, bei denen Wassili beteuerte, er habe in der fraglichen Zeit in einer Kirche gebetet, kam er durch Misshandlungen ums Leben. Als vermutliches Todesjahr wird 1602 angenommen.
Ab ungefähr 1650, als es am Grab Wassilis zu wundersamen Heilungen gekommen sein soll, wurden seine sterblichen Überreste in Mangaseja verehrt; ab 1659 galt er lokal als Heiliger. 1670 wurden die sterblichen Überreste in das Dreifaltigkeitskloster von Neu-Mangaseja, das spätere Turuchansk, überführt. Die obersten und regionalen Instanzen der Orthodoxen Kirche verboten die Verehrung des Basilius von Mangaseja mehrfach; erst Anfang des 20. Jahrhunderts hatten die wiederholten Petitionen sibirischer Gläubiger Erfolg, und er wurde vom Heiligen Synod als Märtyrer kanonisiert.